# Brian Booth
Pour les articles homonymes, voir Booth.
Brian Charles Booth, né le 19 octobre 1933 à Bathurst et mort le 19 mai 2023, est un joueur de cricket australien.

## Biographie
Brian Booth naît le 19 octobre 1933 à Perthville. Son père accroche au mur des photos de Don Bradman et de Stan McCabe et lui dit que « ce sont les deux plus grands joueurs de cricket vivants ». Il fait ses débuts en première classe pour l'équipe de Nouvelle-Galles du Sud contre l'équipe du Queensland lors du Sheffield Shield 1954-1955. Il  fait un duck dans la première manche avant d'ajouter 19 dans la seconde.